# Тургут-реис
Тургут-реи́с (тур. Turgut Reis; в русскоязычных источниках известен также под искажённой транскрипцией «Тургут Рейс»; 1485 — 23 июня 1565) — мусульманский корсар (приватир) и адмирал Османской империи.
На службе султана Сулеймана I занимал посты губернатора Джербы, главнокомандующего Османским флотом, бейлербея Алжира и Средиземного моря, санджакбея и паши Триполи. Адмирал Тургут, прозванный на западе Драгут (араб. درغوت‎, от Turhud через Dorghut и Dargut к Dragut), был известен своими экспедициями вдоль берегов Испании, Франции, Италии и Северной Африки, участвовал в Великой осаде Мальты.

## Биография
Тургут родился около 1485 года в крестьянской семье в поселении Каратопрак (в 1972 году город был переименован в Тургутреис), недалеко от Бодрума, на эгейском побережье Малой Азии. Некоторые исследователи считают, что родители Тургута были грекоязычными мусульманами, другие — что христианами, и ислам Тургут принял на службе у турок. Когда Тургуту было 12 лет, его заметил командующий Османской армии (юноша прекрасно владел копьём и пользовался стрелами) и принял его к себе. Благодаря своему покровителю Тургут стал опытным моряком и выдающимся наводчиком, получил навыки канонира и мастера осадной артиллерии, которые сыграли немалую роль в будущих успехах адмирала. В 1517 году Тургут, в качестве канонира турецкой армии, принял участие в завоевании султаном Селимом I Египта.
После смерти своего покровителя Тургут отправился в Александрию, где поступил на службу к знаменитому корсару Синан-паше (тур. Sinan Paşa, Sinanüddin Yusuf Paşa). Освоив мореплавание, Тургут был поставлен капитаном бригантины, одну четвёртую доли которой получил от Синана в собственность. После нескольких успешных кампаний Тургут смог выкупить весь корабль, а позже уже командовал галиотом, который снарядил и вооружил самыми передовыми пушками того времени. Тургут стал промышлять в Средиземном море, на торговых путях между Венецией и Эгейскими островами, принадлежащими Венецианской республике.

### Барбаросса и Тунисская кампания
В 1520 году Тургут поступил под командование Хайр-ад-Дина Барбароссы. Благодаря своим талантам и тесной дружбе (некоторые исследователи ставят в основу этой дружбы схожесть судеб обоих пиратов, чьи отцы были отступниками, перешедшими из одной веры в другую, что не могло не отразиться на отношении окружающих к их семьям) с Барбароссой Тургут был вскоре повышен до главного лейтенанта и имел под своим командованием флот из 12 галиотов. В 1526 году Тургут захватил крепость Капо Пассеро (сиц. Capu Pàssaru) в Сицилии. В период между 1526 и 1533 годами Тургут совершил несколько набегов на порты Королевства Сицилия и Неаполитанского королевства, осуществлял перехват судов между Испанией и Италией.
В 1535 году император Карл V направил мощный флот под командованием выдающегося флотоводца Андреа Дории с целью уничтожения пиратов Барбароссы, который в 1534 году принял командование флотом султана. И хотя Габсбурги одержали ряд побед в ходе Тунисской кампании, турки продолжали опустошительные экспедиции вдоль всего побережья Италии, против Корсики и Сардинии.
Летом 1538 года Тургут в составе армии Барбароссы участвовал в захвате нескольких крепостей на побережье Албании, в заливе Превез и на острове Лефкас, а в августе им были захвачены Кандия на Крите и ряд других венецианских владений в Эгейском море. В сентябре 1538 года в битве у залива Превезы (греч. Πρέβεζα) состоялось решающее сражение между объединёнными силами христианского флота «Священной лиги» (в частности Испании, Папской области, Венецианской и Генуэзской республик, ордена Мальтийских рыцарей) и эскадрами Барбароссы (около 120 судов турецкого флота и около 140 судов противника). Соединение Тургута из 20 галер и 10 галиотов находилось в центре второй линии. Вместе с двумя своими галиотами он захватил папские галеры под командованием рыцаря Джамбаттиста Довизи (итал. Giambattista Dovizi), владетеля Биббьены. В тот день только спустившаяся ночь спасла соединённые силы от полного истребления.

### Губернатор Джербы
В 1539 году султан Сулейман I Великолепный назначил Синан-пашу новым командующим Османского флота Красного моря, который базировался в Суэце. Считается, что Синан-паша слабо представлял себе, как вести войну на море, и получил назначение благодаря тому, что был братом великого визиря Рустема-паши. Тургут, помимо того, что на него было возложено реальное командование османским флотом, был назначен преемником Синана на посту губернатора острова Джерба, где впоследствии Тургут-реис женился.
В начале 1540 года Тургут захватил несколько генуэзских судов у берегов Санта-Маргерита-Лигуре. В апреле во главе 2 галер и 13 галиотов он захватил и разграбил Гоцо, а затем перебрался на Пантеллерию, откуда во главе 25 судов флота совершал рейды к берегам Сицилии и Испании. Под впечатлением от нанесённого корсаром вреда Карл V снарядил 81 галеру во главе с Дориа. Скрываясь от преследования, Тургут направился в Тирренское море, где подверг бомбардировке южные порты Корсики, а затем захватил и разграбил остров Капрая.

### Плен
После набега на Капрая Тургут вернулся на Корсику и около Торре-де-Жиролата (корс. Torra di Girolata) остановился на ремонт, где и был застигнут врасплох объединёнными силами Джанеттино Дориа (итал. Giannettino Doria, племянник Андреа Дориа),
Джорджио Дориа (итал. Giorgio Doria) и Джентиле Орсини (итал. Gentile Virginio Orsini). Бой произошёл 15 июня 1540 года. Только одному кораблю Тургута удалось вырваться, остальные были захвачены, а сам он был взят в плен и около четырёх лет провёл галерным рабом у Джанеттино Дориа, пока не попал в тюрьму Генуи.
Хайр-ад-Дин неоднократно собирался заплатить выкуп за освобождение Тургута, но его предложения были отклонены. Когда в 1544 году Барбаросса во главе 210 судов возвращался из Франции, где, согласно франко-турецкому договору, оказывал содействие королю Франции Франциску I в войне против Испании, он остановился у Генуи и осадил город. В результате были начаты переговоры об освобождении Тургут-реиса. Барбаросса был лично приглашён в апартаменты Андреа Дориа, где два адмирала достигли соглашения о выкупе в обмен на 3500 золотых дукатов. Посредником в этом деле выступал Жан Паризо де ла Валетт (который в 1557 году стал великим магистром Мальтийского ордена), впоследствии пожалевший о своём участии в этом деле. Считается, что Валетт, увидев пленённого адмирала среди галерных рабов (знакомство их состоялось во время Тунисской кампании), пошутил: «Обычай войны, сеньор Драгут» (итал. Señor Dragut usanza de guerra), на что получил ответ Тургут-реиса, что фортуна переменчива (итал. La fortuna è molto mobile). Валетт сам незадолго до того около года был галерным рабом на турецком корабле.
Хайр-ад-Дин выделил Тургуту флагман и несколько судов, и в том же году обрётший свободу адмирал захватил и разграбил Бонифачо на Корсике, нанося ущерб генуэзским интересам. Затем снова напал на остров Гозо и перехватил несколько мальтийских судов, которые перевозили ценные грузы из Сицилии. В июне 1545 года Тургут-реис снова отправился в рейд к Сицилии, где обстрелял пару портов в Тирренском море, а в июле вновь опустошил Капраю и остановился в районе Лигурии и Итальянской Ривьеры, где последовательно разграбил Монтероссо, Корнилью (итал. Corniglia), Манаролу (итал. Manarola) и Риомаджоре. Через несколько дней Тургут уже высадился в заливе Специя, после чего атаковал Рапалло и Леванто. В начале 1546 года разграблению со стороны Драгута подверглись Махдия (Mahdia), Сфакс, Сус и Монастир в Тунисе.
В июне 1546 года Карл V снарядил Андреа Дориа на поимку Тургута. База Андреа находилась на острове Фавиньяна, что в Эгадском архипелаге, но адмиралам так и не удалось встретиться в бою, так как в августе Тургут уже был у Тулона, где и оставался в течение нескольких месяцев в безопасности (по франко-турецкому договору) форта (подобная ситуация была в зиму с 1544 на 1545 год, когда Франциск I разрешил пиратам Барбароссы зазимовать в Тулонской бухте).

### Главнокомандующий флота
После смерти Хайр-ад-Дина в июле 1546 года Тургут становится вместо него главнокомандующим османскими военно-морскими силами Средиземноморья, а 30 апреля 1551 года официально поступает на службу к Сулейману I и получает звание капудан-паши, в котором он пробыл до апреля 1556 года.
В 1547 году эдиктом папы римского Павла III в Неаполе была введена инквизиция. Указ вызвал негодование среди народа, и в королевстве начался бунт, в результате которого был убит вице-король дон Педро де Толедо (итал. Don Pietro of Toledo). Воспользовавшись тем, что Габсбурги заняты своими внутренними делами, Тургут во главе 23 галер и галиотов подошёл к Мальте. Его войска высадились на самой южной точке острова и практически беспрепятственно его разграбили. После чего Драгут отправился к Сицилии, посетил Липарские острова (у Салины был захвачен мальтийский корабль с ценным грузом), Апулию (где в конце июля напал и захватил Сальве) и Калабрию, заставляя местных жителей бежать и скрываться в горах.
В 1548 году Тургут-реис был назначен бейлербеем Алжира. В том же году он начинает строительство четырёхъярусной галеры на своей военно-морской базе на Джербе (после окончания которого Тургут будет успешно использовать галеру с 1549 года). В августе войска Драгута высадились в Кастелламмаре-ди-Стабия, откуда прошли до Поццуоли и разграбили окрестности. Затем у острова Прочида была захвачена мальтийская галера «La Caterinetta»: в 1546 году Валетт стал губернатором Триполи и, желая удержать город под властью ордена, снарядил орденскую галеру, которая должна была доставить необходимую для обновления городских укреплений сумму (около 7000 эскудо) в Триполи. Однако судно было захвачено пиратами Драгута, и к тому же ордену пришлось ещё и заплатить выкуп за захваченных пленных. В 1549 году Валетт был вынужден вернуться на Мальту, так как не смог повторно собрать деньги для обновления укреплений.
В мае 1549 года Тургут-реис во главе 21 галеры отправился в плавание к Лигурии, после чего в июле осадил и разграбил Рапалло. В начале 1550 года во главе 36 галер Драгут захватил Махдию, Монастир, Сус и Тунис. В мае с 6 галерами и 14 галиотами он атаковал порты Сардинии и Испании, безуспешно пытался осадить Бонифачо на Корсике. И пока Тургут наводил страх на жителей Генуи, а затем в третий раз осаждал Рапалло, объединённые силы Дориа и Клода де ля Сангля, представителя Мальтийского ордена, подошли к Махдии. Вернувшись на Джербу в конце лета, Тургут-реис узнал об осаде, собрал войска (около 4000 пехоты и 60 сипахов) и выдвинулся на помощь махдийскому сопротивлению, но не успел и вернулся в Джербу: в сентябре Махдия сдалась под испано-сицилийско-мальтийским натиском.
В октябре флот Дориа появился у Джербы и заблокировал выход из бухты острова. Тургут-реис был вынужден отступить, использовав отвлекающий манёвр (люди Драгута делали видимость, что проводят инженерные работы и готовятся к обороне и высадке противника, тогда как большая их часть (при поддержке местного населения) прокладывала канал из заблокированной бухты в другую часть острова). Перетащив волоком основную часть галер, Тургут смог вырваться из ловушки и отплыл в Константинополь (по пути атаковав корабли, идущие на помощь Дориа, и захватив 2 из них). Там, уполномоченный султаном и на выделенные им средства, Драгут нанял около 100 галер с 12 000 янычар. И в 1551 году объединённая армия Тургута и адмирала Синан-паши отправилась в Адриатическое море, где эскадра обстреливала венецианские порты и наносила серьёзный ущерб торговле.
В мае 1551 года турецкая армия высадилась на Сицилии, продолжая с кораблей обстреливать порты восточного побережья острова, в первую очередь — Аугусту (в качестве мести за участие вице-короля Сицилии во вторжении и разрушении Махдии, где большинство жителей были казнены). Затем Тургут и Синан попытались захватить Мальту. 10-тысячное войско высадилось в бухте Марсамускетто (недалеко от южного порта Валлетты). Они осадили Биргу и Сенглеа, а затем Мдина на севере. Однако осада была вскоре снята, так как турки понимали, что количества их войск не достаточно. Вместо этого они отправились к Гоцо в Мальтийском архипелаге, где в течение нескольких дней бомбардировали крепость. Губернатор, видя бессмысленность сопротивления, сдал город. Около 5000 человек (практически всё население Гоцо) были взяты в плен и отправлены в ливийскую провинцию Тархуна-ва-Масалата. Сама армия отправилась к Триполи с целью завоевания стратегически важного портового города и его окрестностей.

### Бей Триполи
В августе 1551 года Тургут-реис, совместно с Салих-реисом и Синан-пашой, осадил и захватил Триполи, бывший во владении мальтийского ордена с 1530 года. Командир форта, Гаспаре де Вилле (итал. Gaspare de Villers), наряду с другими рыцарями французского и испанского происхождения был взят в плен (но после вмешательства французского посла в Константинополе, Габриэля д’Арамона (фр. Gabriel d'Aramon), французы были отпущены на свободу). Первоначально губернатором стал местный ливийский лидер Ага Мурат (араб. Ağa Murat), но вскоре Тургут-реис взял на себя контроль над областью. За успешную кампанию по завоеванию Триполитании, которая стала вилайетом Османской империи, султан назначил Тургута санджакбеем (правителем санджака — административной территории, части вилайета) Триполи.
В сентябре 1551 года Тургут-реис отправился в Лигурию, где захватил Таджу и ряд портов в Итальянской Ривьере, после чего вернулся в Триполи и, с целью расширения территории, захватил регион Мисурата и земли к западу до Зуары и Джерба.

### Бейлербей Средиземноморья
В 1552 году султан назначил Тургут-реиса командующим Османского флота, который был направлен в Италию, согласно союзному договору между Сулейманом I и королём Франции Генрихом II в морской войне против Карла V. В соответствии с обязательствами, султан должен был на 2 года предоставить Генриху II свой флот в обмен на 300 тысяч золотых ливров. Первоначально Тургут высадился в районе Аугусты и Ликата, а затем на Пантеллерии, которую разграбил. В июле была совершена высадка у Таормины, были обстреляны и разрушены порты на побережье залива Поликастро (итал. Policastro). Позже им был захвачен Палми, и армия отплыла к Неаполитанскому заливу, чтобы объединиться с союзниками: османским флотом под командованием Синан-паши и французским флотом Полена де-ла-Гарда (фр. Antoine Escalin des Aimars, известный также как Captain Paulin и Polin de la Garde). Флот Драгута встал на якорь у Минтурно, недалеко от Формии, где и встретился с соединением Синан-паши. Однако французы не пришли в срок. После нескольких дней ожидания Синан-паша отправился в Константинополь, чтобы согласовать дальнейшие действия с султаном, а Тургут-реис (со своим флотом и частью флота Синана) отправился в рейд по бомбардировке портов Сардинии и Корсики, после чего захватил остров Понца. Затем флот отправился к Лацио, где обстрелял несколько портов, принадлежащих Неаполитанскому королевству и Папской области, хотя Генрих II и обещал папе, что Османский флот не будет наносить ущерб Ватикану.
Плохая погода вынудила турок повернуть обратно к Неаполитанскому заливу, где они захватили Масса-Лубренсе и Сорренто, а затем Поццуоли и всё побережье до Минтурно и Нола. В ответ на эти действия из Генуи отплыл флот в 40 галер под командованием Андреа Дориа. Во время первого столкновения у Неаполя Дориа потерпел поражение, Тургуту удалось захватить 7 галер противника и взять в плен большое количество немецких солдат Священной Римской империи во главе с полковником Николо Мадруццо (итал. Nicolò Madruzzo), братом епископа Трентского и будущего губернатора Милана Кристофоро Мадруццо (итал. Cristoforo Madruzzo). После этого обе армии отправились на юг, где 5 августа 1552 года Драгут (к этому времени в составе флота уже находились три французские галеры капитана Полена) разбил генуэзский флот (союзник Священной Римской империи) адмирала Андреа Дориа в сражении у острова Понца. После этой победы султан назначил его бейлербеем Средиземного моря.
В мае 1553 года Тургут-реис во главе 60 галер отправился в Эгейское море, где захватил Кротоне и Кастелло в Калабрии, после чего высадился на Сицилии и начал продвигаться вглубь страны. Захватывая и разграбляя города, турки дошли до Ликата, где были вынуждены остановиться и пополнить запасы воды и продовольствия. Затем Тургут повернул на юг, захватил Шакку и Модику, откуда через остров Таволара высадился на Сардинии, после чего захватил Порте-Эрколе, Марчиана-Марина, Рио-нелль'Эльба и Каполивери в Тоскане, а Бонифачо и Бастию на Корсике, согласно франко-турецкого альянса (попытка корсиканцев с помощью Османской империи и Франции сбросить власть Генуэзской республики). В награду за помощь Тургут получил от французского короля около 30 000 золотых дукатов из захваченной добычи. В руках Генуи на тот момент оставалась только крепость Кальви, но так как сезон кампании был уже на исходе (к тому же Тургут не сошёлся во мнениях с французским военным руководством), блокада крепости была снята. Покинув Корсику, Тургут-реис вернулся к Эльбе, где попытался захватить Пьомбино и Портоферрайо, но отступил. Вместо этого он разграбил остров Пианоза и отбил остров и замок Капри, который был захвачен Барбароссой ещё в 1535 году, а в декабре вернулся в Константинополь.
В 1554 году Тургут-реис с 60 галерами отплыл из Босфора, перезимовал на Хиосе и направился в Адриатическое море, где высадился у Фоджа, захватил и разграбил Вьесту. Затем турки отплыли в сторону Далмации, где осадили и захватили Рагузу, столицу одноимённой морской республики. В августе Тургут остановился у Орбетелло и совершил рейд по побережью Тосканы.
В июле 1555 года Драгут высадился у Капо-Ватикана в Рикади (Калабрия), откуда совершил рейд в Сан-Лусидо, захватил Паолу. На Эльбе Тургут-реис снова захватил и разграбил Пьомбино и Популоний, на Корсике — Бастию (где было взято до 6000 пленных) и Кальви, после чего, бомбардируя прибрежные порты, турки отправились к Сардинии, а оттуда в Лигурию. Там были разграблены Оспедалетти и окрестности, а затем, перед тем как отправиться в Константинополь, Тургут захватил Сан-Ремо.
Из-за медлительности военных операций Тургута, которые он проводил в период с 1554 по начало 1555 года, в рамках союзного с французами договора, пошёл слух (правда, ничем не подтверждённый), что Тургута подкупили испанцы. Он был снят с поста капудан-паши, а на его место назначен Пияле-паша (до конца кампании Драгут выполнял при нём роль советника), однако положение дел от этого не изменилось.

### Паша Триполитании
В марте 1556 года Тургут-реис был назначен пашой Триполи. В результате чего началось укрепление стен вокруг города и порта, был построен новый бастион (Dar el Barud), а на месте старой крепости San Pietro появилась новая, названная Тургут.
В июле эскадра Драгута захватила у Лампедузы венецианский караван, везущий на Мальту оружие и боеприпасы. Осенью 1556 года Тургут-реис захватил в Лигурии Берджеджи и Сан-Лоренцо. В декабре им была захвачена и присоединена к своим территориям Гафса в Тунисе. Летом 1557 года Тургут-реис во главе флота из 60 галер покинул Босфор и прибыл в Тарентский залив, где, высадившись в Калабрии, турки атаковали и захватили Кариати. После этого флот двинулся грабить порты Апулии.
В 1558 году Тургут предпринимает действия по расширению своих территорий. Были захвачены Гарьян, Мисурата и ряд других. В июле Драгут совместно с Пияле-пашой (англ. Piyale Pasha) прошёл через Мессинский пролив и захватил Реджо-ди-Калабрия. Затем, пройдясь по портам Эолийских островов, Тургут-реис захватил Амальфи в заливе Салерно, Сорренто, Кантоне и Масса-Лубренсе. В сентябре, вновь объединившись с Пияле-пашой, Тургут прошёлся вдоль испанского побережья, где ими была захвачена Сьюдадела на Менорке и нанесён ущерб портам Балеарских островов.
В 1559 году Тургут-реис принимал участие в обороне Алжира от испанцев и подавлял восстание в Триполи. Позже у Мессины им был захвачен мальтийский корабль. Допросив пленных, Драгут узнал о подготовке наступления на Триполи. Тургут-реис отправляется туда, чтобы укрепить оборону города.

### Сражение у Джербы
В марте 1560 года к Джербе подошёл испанский экспедиционный корпус в составе 90 кораблей. Считается, что это было 50—60 галер и 40—60 судов поменьше: например, официальный историк ордена госпитальеров Джакомо Бозио (итал. Giacomo Bosio) отмечает, что всего было 54 галеры, а Фернан Бродель указывает, что, помимо 54 военных судов, были ещё 36 вспомогательных и малых судов. Однако самой авторитетной сводкой принято считать цифры Кармела Тесты (фр. Carmel Testa): 54 галеры, 7 бригов, 17 фрегатов, 2 галеона, 28 торговых 1- или 2-мачтовых кораблей и 12 лодок (small ships). После захвата испанцами главной крепости острова шейхи Джербы были вынуждены признать суверенитет короля Филиппа II и обязались платить ему дань. Однако уже 11 мая у острова появился флот адмирала Пияли-паши (через 3 дня к нему присоединился флот Тургут-реиса, а затем и Улуджа Али). В первые часы сражения флот христианского альянса потерял около половины военных судов. Оставшиеся, не желая вступать в сражение, отправились на север, и пока Пияле-паша занимался преследованием, часть его армии высадилась на остров вместе с Тургут-реисом во главе 5-тысячного ливийского войска. Осада крепости, защищаемой экспедиционным корпусом испанцев, продолжалась более двух месяцев (несмотря на то, что к войску Тургута присоединился 7-тысячный десант Пияле-паши, вернувшегося на Джерба), после которых форт был захвачен и на Джербе была восстановлена власть турецкого султана. Согласно легенде, по приказу Драгута все защитники крепости были казнены, а из их костей и черепов, как напоминание о случившемся, была сложена пирамида, просуществовавшая до 1846 года.
В 1562 году Драгут снова совершил налёт на Крит, в результате которого несколько городов были разграблены и тысячи критян проданы в рабство.

### Последнее сражение
Основную угрозу для Османской империи в Восточном Средиземноморье представлял собой Орден святого Иоанна, чья главная укреплённая база находилась на острове Родос, который турки неоднократно пытались захватить (в 1480 году атака была отбита). В 1522 году осада Родоса прошла успешно, но император Карл V к 1530 году передал рыцарям остров Мальта. И собственная война иоаннитов с турками продолжилась.
В 1565 году, в разгар османо-габсбургского конфликта, турки решились захватить Мальту. Флот Османского султана Сулеймана Великолепного, насчитывающий более 200 судов, подошёл к острову 18 мая. 23 мая была начата бомбардировка форта Сент-Эльм, одной из трёх укреплённых баз, которые были построены ионитами на острове. Данный форт был выбран по причине того, что господствовал над двумя узкими заливами, мешая турецкому флоту. Прибывший через несколько дней 80-летний Тургут-реис, занимавший на тот момент пост триполийского бея, лично принял на себя командование осаждающими войсками (есть мнение, что Тургут был против осады форта, но остановить осаду уже не мог). Однако, вопреки численному превосходству, турки застряли у форта на месяц.
Укрепление было захвачено 23 июня. На одном из последних этапов штурма Тургут-реис был убит пушечным ядром. Причём, по воспоминаниям и заметкам современников: итальянца Франческо Бальби (итал. Francisco Balbi di Correggio, 1505—1589) и рыцаря Иполито Санса (исп. Hipolito Sans), Тургут погиб в результате дружественного огня. По другим сведениям, Тургут был ранен 18 июня осколком камня в глаз и тайно доставлен в госпиталь Марсы, где и скончался через пару дней. Похоронен Тургут-реис в Триполи (после смерти Тургута пост триполийского бея получил Улудж Али, сподвижник Драгута, который и перевёз тело адмирала в Триполи, чтобы похоронить с почестями), у мечети Драгут, недалеко от ворот Бэб Ал-Бахр.

## Признание и память
В городе Тургутреис (тур. Turgutreis, до 1972 года — Karatoprak), ил Мугла, названном в честь знаменитого адмирала, на набережной парка Сабанджи, где якобы Тургут впервые поднял парус, установлен мемориал с его статуей. Памятник Драгуту установлен и в Стамбуле: рядом с четырёхрядной автомагистралью Kennedy Cad, проходящей вдоль побережья Дворцового мыса (Sarayburnu), у подножья дворца Топкапы. В Слиеме (Мальта) район, где находилась первая батарея Тургута, обстреливающая форт Сент-Эльм, назван в честь Драгута — Dragut Point, а в Кульере (Валенсия) Драгуту посвящён музей.
Помимо этого, именем Тургута названы несколько кораблей. Например, «Вейссенбург» — броненосец типа «Бранденбург» Императорских ВМС Германии, построенный в 1891 году, — был передан Османской империи и 12 сентября 1910 года вошёл в состав флота как «Тургут Реис» (был списан в 1938 году).

## В культуре
Сюжет о Великой осаде Мальты, последнем сражении Тургут-реиса, неоднократно использовался художниками-баталистами при создании своих произведений. В частности:
- Несколько фресок об осаде турками Мальты Маттео Переса д`Алеччо (итал. Matteo Perez d'Aleccio, 1547—1616);
- «Высадка Драгута на Мальту» (Turgut Reis landing on Malta) Эжена Каджеса (исп. Eugenio Cajés, 1575—1634), хранится в Военно-морском музее Стамбула (англ. Istanbul Naval Museum);
- «Смерть Драгута» (Death of Dragut), написанная мальтийским художником Джузеппе Кали (мальт. Giuseppe Calì, 1846—1930) в 1867 году (хранится в Национальном музее искусств (англ. National Museum of Fine Arts) в Валлетте).

Некоторые события из жизни Тургут-реиса упоминаются в романе Рафаэля Сабатини «Меч Ислама» 1939 года. Гарольд Лэмб в своём «Сулеймане Великолепном», романе 1951 года — беллетризации жизнеописания Сулеймана I, уделяет Драгуту немалую роль, как сподвижнику султана и блестящему флотоводцу, прошедшему путь от лоцмана на корабле Барбароссы до командующего всем Средиземноморским османским флотом. В романе Михаила Палева «Серебряный ятаган пирата» везение Барбароссы, а затем и Драгута приписывается владению ими волшебным артефактом, вокруг поиска которого и разворачивается сюжет.